# Won in the Stretch
Won in the Stretch è un cortometraggio muto del 1917 prodotto, sceneggiato e diretto da Burton L. King. Il film aveva come interpreti Ed Brady, Louella Maxam, Robyn Adair.

## Trama
Nell'ambiente delle gare ippiche, George Hughes e Harry Cook sono due milionari, rivali perché proprietari di due allevamenti concorrenti. Uno dei fantini, Jimmy Abbott, è segretamente innamorato di Mary, la figlia di Hughes. Dopo averle promesso che farà di tutto per vincere una gara, quando - dopo la vittoria - riceve dalle mani della ragazza una rosa, il giovane si rende conto di non aver alcuna speranza di poter conquistare il cuore della figlia di un milionario.

## Produzione
Il film fu prodotto dalla Selig Polyscope Company.

## Distribuzione
Distribuito dalla General Film Company, il film - un cortometraggio in una bobina - uscì nelle sale cinematografiche statunitensi nel giugno 1917.